# Elezioni parlamentari in Tagikistan del 2020
Le elezioni parlamentari in Tagikistan del 2020 si sono tenute il 1º marzo.

## Risultati
| Liste                                       | Riepilogo nazionale | Riepilogo nazionale | Riepilogo nazionale | Seggi   | Seggi  |
| Liste                                       | Voti                | %                   | Seggi               | Collegi | Totale |
| ------------------------------------------- | ------------------- | ------------------- | ------------------- | ------- | ------ |
| Partito Democratico Popolare del Tagikistan | 2.139.741           | 51,21               | 12                  | 35      | 47     |
| Partito della Riforma Economica             | 705.252             | 16,88               | 4                   | 1       | 5      |
| Partito Agrario del Tagikistan              | 700.582             | 16,77               | 4                   | 3       | 7      |
| Partito Socialista del Tagikistan           | 218.696             | 5,23                | 1                   | -       | 1      |
| Partito Democratico del Tagikistan          | 216.526             | 5,18                | 1                   | -       | 1      |
| Partito Comunista del Tagikistan            | 132.049             | 3,16                | -                   | 2       | 2      |
| Partito Socialdemocratico del Tagikistan    | 13.735              | 0,33                | -                   | -       | -      |
| Nessuna lista                               | 52.030              | 1,25                | -                   | -       | -      |
| Totale                                      | 4.178.611           |                     | 22                  | 41      | 63     |
| Votanti                                     | 4.245.951           |                     |                     |         |        |